# Sigmops elongatum
La luciérnaga dentada o cepillón (Sigmops elongatum), es una especie de pez de la familia de los gonostomátidos o peces luminosos.
Su nombre científico deriva del griego sigma (la letra S).

## Anatomía
Su longitud máxima descritaes de 27'5 cm. No tiene espinas en las aletas dorsal ni anal, con radios blandos alrededor de una docena en la aleta dorsal y docena y media en la aleta anal. Tiene color negro, ligeramente negro por los laterales, de aletas oscuras con pequeñas manchas negras e incolora la porción distal de las aletas pélvicas y pectorales.

## Distribución y hábitat
Es un pez marino oceánico batipelágico de aguas profundas, que habita en un rango de profundidad entre 0 y 4740 metros, aunque normalmente se encuentra entre los 500 y 1200 metros de profundidad. Se distribuye ampliamente por casi todas las aguas tropicales y subtropicales del mundo, incluido el mar Mediterráneo, océano Atlántico, mar Caribe, golfo de México, océano Pacífico, y océano Índico, entre los 65º de latidud norte hasta el hemisferio sur.
Se alimenta de crustáceos y pequeños peces. Los fotóforos comienzan a desarrollarse en los juveniles cuando alcanzan entre 0'6 y 2'2 cm. Son hermafroditas protándricos, ovíparos con huevos y larvas planctónicos.